# Tonggoltonijn
De tonggoltonijn (Thunnus tonggol) is een straalvinnige vis uit de familie van makrelen (Scombridae) en behoort derhalve tot de orde van baarsachtigen (Perciformes). De vis kan een lengte bereiken van 145 cm.

## Leefomgeving
Thunnus tonggol is een zoutwatervis. De vis prefereert een tropisch klimaat en heeft zich verspreid over de Grote en Indische Oceaan. De diepteverspreiding is 0 tot 10 m onder het wateroppervlak.

## Relatie tot de mens
De tonggoltonijn is voor de visserij van groot commercieel belang. In de hengelsport wordt er weinig op de vis gejaagd.
Voor de mens is de tonggoltonijn ongevaarlijk (niet giftig en niet in staat te verwonden).